# Course Marseille-Cassis 2018
Navigation
Édition précédente Édition suivante
Le Marseille-Cassis 2018 est la 40e édition de la course Marseille-Cassis qui a eu lieu en France le 28 octobre 2018.